# Eliza Wigham
Eliza Wigham (23 de febrero de 1820 - 3 de noviembre de 1899) fue una destacada sufragista y abolicionista en la Edimburgo del siglo XIX, Escocia. Participó en varias campañas importantes para mejorar los derechos de la mujer en la Gran Bretaña del siglo XIX, y se la ha señalado como una de las principales ciudadanas de Edimburgo. Su madrastra, Jane Smeal, fue una destacada activista en Glasgow.

## Biografía
Eliza Wigham nació el 23 de febrero de 1820 en Edimburgo hija de John Tertius Wigham, un fabricante de algodón, y Jane (de soltera Richardson). La familia creció hasta incluir seis hijos, que residían en Edimburgo. La familia Wigham formaban parte de una red de familias cuáqueras antiesclavistas de la época que operaban en Edimburgo, Glasgow, Newcastle y Dublín. La madre de Eliza, su hermana mayor y su hermano menor murieron cuando ella tenía unos diez años. En 1840 su padre se volvió a casar con Jane Smeal.

## Participación de campaña

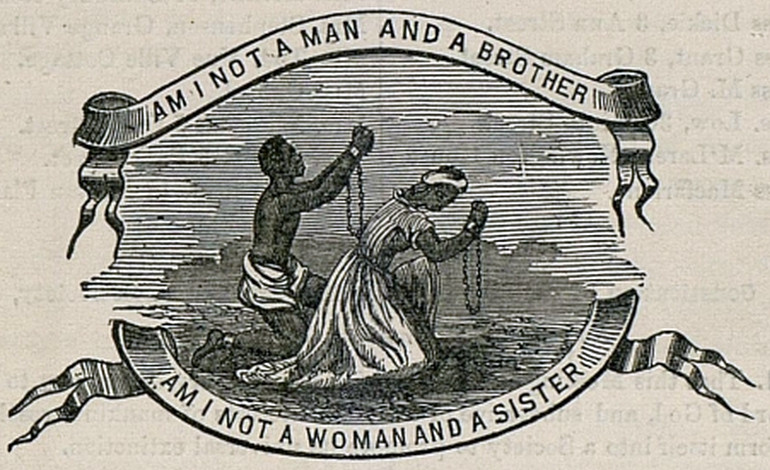
Logo del informe de la Sociedad de las Damas de Edimburgo, año 1866.

Wigham era la tesorera de la Sociedad de Emancipación de las Damas de Edimburgo. A diferencia de otras organizaciones abolicionistas que se escindieron, la de Edimburgo seguía funcionando en 1870. El crédito por esto se le da a Wigham y a su madrastra Jane Smeal.
En 1840, Wigham y su amiga Elizabeth Pease Nichol viajaron a Londres para asistir a la Convención Mundial contra la Esclavitud, que comenzó el 12 de junio. También asistieron a este evento activistas británicas como Lucy Townsend y Mary Anne Rawson, y también activistas americanas como Lucretia Mott y Elizabeth Cady Stantom. Las delegadas se vieron obligadas a sentarse por separado.
Wigham, su madrastra y algunos de sus amigos crearon el capítulo de Edimburgo de la Sociedad Nacional del Sufragio Femenino. Eliza y su amiga Agnes McLaren se convirtieron en las secretarias, Priscilla Bright McLaren era la presidenta, y Elizabeth Pease Nichol era la tesorera.
En 1863 Wigham sirvió en el comité de la Sociedad de Emancipación de las Damas de Londres de Clementia Taylor con Mary Estlin. Ese mismo año, escribió The Anti-Slavery Cause in America and its Martyrs («La causa antiesclavista en América y sus mártires»), un libro corto destinado a influir en el gobierno británico. En ese momento se temía que Gran Bretaña se pusiera del lado de los Estados Confederados de América en la Guerra de Secesión americana y así apoyara la esclavitud.
Wigham también participó en la campaña para derogar las leyes del Parlamento que tenían como objetivo contener la prostitución. La Asociación Nacional de Damas para la Derogación de las Leyes de Enfermedades Contagiosas se formó en respuesta a estas leyes, y consiguió el éxito en sus objetivos.

### Vida como cuidadora

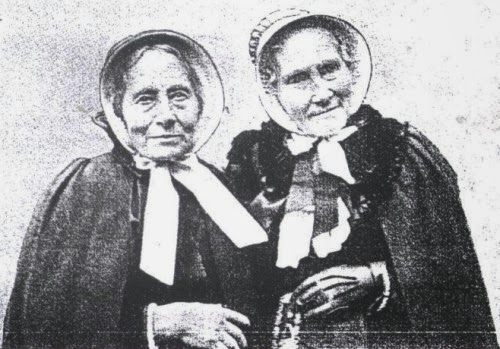
Eliza Wigham y su hermana Mary Edmundson.

El padre de Wigham murió en 1864, después de lo cual Eliza continuó viviendo en la casa de su madrastra Jane, en South Gray Street en Edimburgo. Cuidó a Jane hasta que murió en noviembre de 1888, tras meses de mala salud. Después de la muerte de su hermano en 1897, Eliza vendió la propiedad para permitirle mudarse a Dublín, donde sus parientes podrían cuidarla.
Wigham murió en Foxrock cerca de Dublín en 1899.

## Legado
En 1901 se publicó un libro conmemorativo de Wigham. En el 2015, cuatro de las mujeres asociadas a las campañas sufragistas y abolicionistas en Edimburgo fueron objeto de un proyecto de los historiadores locales. El grupo tenía como objetivo lograr el reconocimiento de Eliza Wigham, Elizabeth Pease Nichol, Priscilla Bright McLaren y Jane Smeal, las «heroínas olvidadas» de la ciudad.